# Gabriel Milito
Gabriel Alejandro Milito (ur. 7 września 1980 w Bernal) – argentyński piłkarz, środkowy obrońca, obecnie trener piłkarski.

## Życiorys
Zawodową karierę zaczynał w Independiente w 1997. Z klubem tym był mistrzem Argentyny w 2002. W 2003 miał zostać zawodnikiem madryckiego Realu, jednak nie przeszedł pozytywnie badań medycznych. Wkrótce potem został co prawda kupiony przez Real, ale Real Saragossa i przez cztery sezony był podporą defensywy tego zespołu, a w 2004 zdobył z tym klubem Puchar Króla Hiszpanii. W lipcu 2007 został sprzedany do Barcelony za 17,5 mln euro, plus 3 mln w razie triumfu Barcelony w Primera División, bądź w Lidze Mistrzów. Po sezonie 2010/2011 rozwiązał kontrakt z Barceloną.

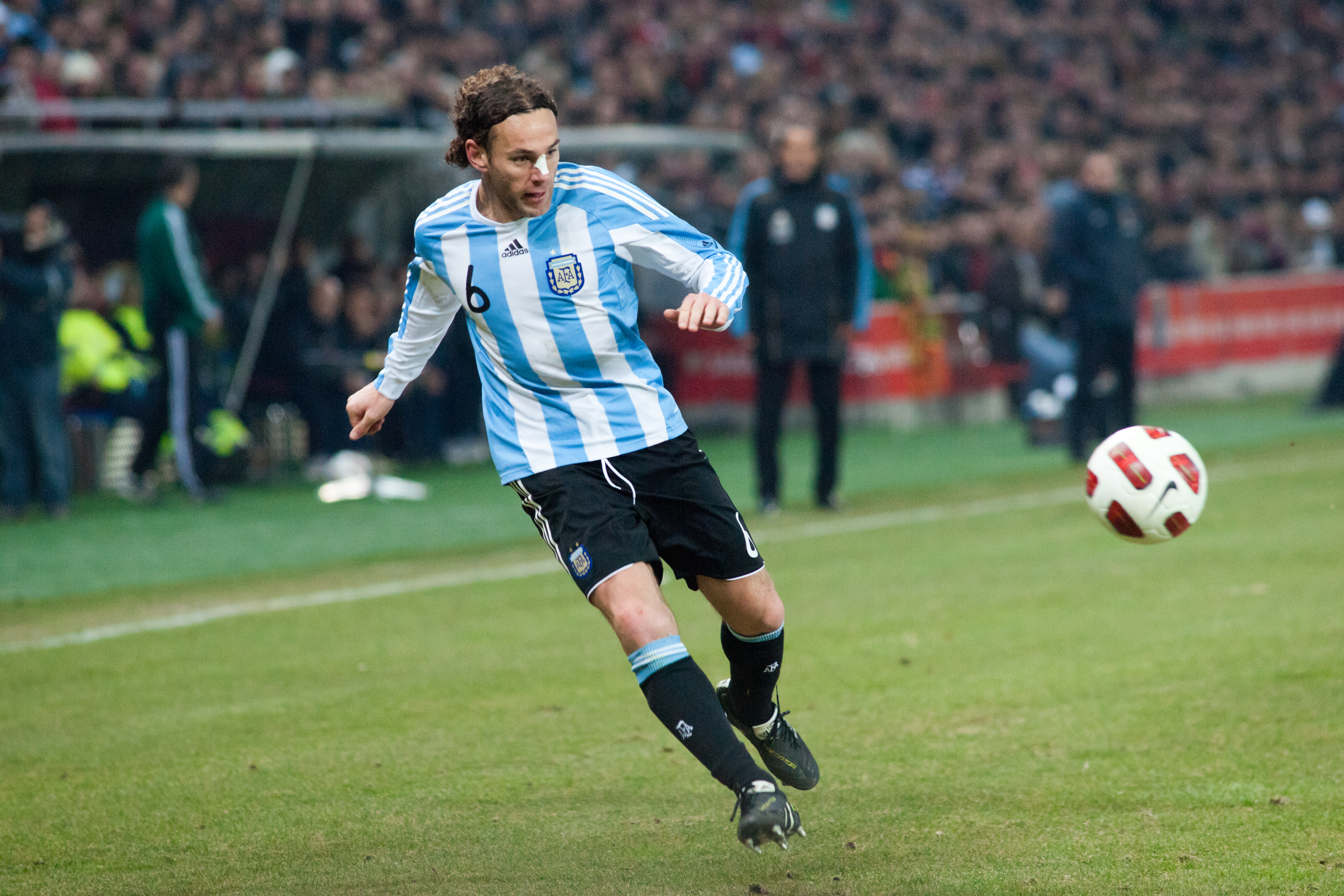

W reprezentacji debiutował 20 grudnia 2000 w meczu z Meksykiem. W kadrze rozegrał dotychczas 41 spotkania. Brał udział w MŚ 2006 oraz Copa América 2007 (srebrny medal).
Jego starszy brat Diego jest napastnikiem i gra w Racing Club de Avellaneda.
11 czerwca 2012, z powodu licznych kontuzji zdecydował się zakończyć karierę i przejść na sportową emeryturę.